# Hemiphacidiaceae
Hemiphacidiaceae is een familie van de Leotiomycetes, behorend tot de orde van Helotiales. Het typegeslacht is Hemiphacidium.

## Taxonomie
De familie Hemiphacidiaceae bestaat telt twee geslachten:
1. Hemiphacidium
2. Korfia